# پمبرویک (کنتیکت)
پمبرویک (به انگلیسی: Pemberwick) یک منطقهٔ مسکونی در ایالات متحده آمریکا است که در شهرستان فیرفیلد، کنتیکت واقع شده‌است.